# Zakonnyj brak
Zakonnyj brak (russisk: Законный брак) er en sovjetisk spillefilm fra 1985 af Albert Mkrttjan.

## Medvirkende
- Natalja Belokhvostikova som Olga Kalinkina
- Igor Kostolevskij som Igor Volosjin
- Albina Matvejeva som Jevgenija Filatova
- Ernst Romanov
- Bulat Okudzhava